# Dīmītrios Vikelas
Dīmītrios Vikelas (in greco Δημήτριος Βικέλας?, traslitterato anche come Demétrios Vikélas; Ermopoli, 15 febbraio 1835 – Atene, 20 luglio 1908) è stato un letterato e dirigente sportivo greco.
Ha ricoperto per primo la carica di Presidente del Comitato Olimpico Internazionale dal 1894 al 1896.

## Infanzia
Vikelas nacque a Ermopoli, sull'isola di Siro in Grecia. Suo padre era un commerciante, originario di Veria e sua madre Smaragda apparteneva ad una ricca famiglia di commercianti. All'età di sei anni si trasferì con la famiglia a Costantinopoli, e dieci anni dopo a Odessa, dove iniziò a lavorare per la società di commercio del padre. Già da ragazzo mostrò i segni del suo potenziale letterario: a 17 anni tradusse Esther, una tragedia di Jean Racine

## A Londra
Nel 1852 lasciò i genitori e si trasferì a Londra dagli zii materni, lavorando alla loro società Melas Bros. prima come contabile, poi come socio. A Londra si laureò allo University College (l'unica università londinese che permetteva l'iscrizione anche a studenti non anglicani) in botanica, poiché era l'unico corso di laurea che prevedeva lezioni serali. Tuttavia non poté esercitare l'attività di botanico. Divenne molto erudito, pubblicò la sua prima raccolta di poesie nel 1862. Acquistò definitivamente notorietà nel mondo intellettuale britannico nel 1866, quando contattò letterati e accademici per sensibilizzarli alla causa di Creta, durante la rivolta del 1866-1867.
Nel 1866 sposò Kalliope Geralopoulou, giovane sorella della moglie di uno dei suoi zii. In quel periodo strinse una forte amicizia con Charilaos Trikoupis (che successivamente sarebbe divenuto Primo Ministro della Grecia).
Nel 1876, a causa della crisi economica che ebbe inizio nel 1873, e per non perdere i lauti profitti generati, Vikelas e gli zii liquidarono la società. Gli enormi introiti che ne derivarono gli permisero di dedicarsi definitivamente alla letteratura.

## A Parigi
Nel 1874 la moglie Kalliope, in seguito alla morte del padre, iniziò a soffrire di disturbi psichici, tentando anche più volte il suicidio. La coppia decise perciò di viaggiare, per tentare di risolvere il problema. Tuttavia durante il soggiorno a Parigi, in seguito a una nuova crisi, fu formulata la diagnosi di pazzia nei confronti di Kalliope, la quale fu ricoverata per circa otto mesi. Dopo un breve periodo in cui la malattia sembrò regredire, i coniugi Vikelas si recarono ad Atene. Dovettero però raggiungere nuovamente Parigi in seguito al riacutizzarsi dei sintomi.
Durante i suoi soggiorni a Parigi, Vikelas completò la traduzione di Shakespeare in greco: Re Lear, Romeo e Giulietta, Otello, Macbeth e Amleto. Traduzioni che ebbero un ampio successo all'interno della comunità letteraria di Atene. In quegli anni Vikelas scrisse anche la sua principale opera letteraria: Loukis Laras. Nei quindici anni trascorsi a Parigi moltiplicò i contatti con gli intellettuali e i circoli letterari della capitale.
Tra il 1877 e il 1882 si recò in Scozia, Svizzera, Spagna e a Costantinopoli. Nel 1889 fu invitato alle nozze di Costantino I di Grecia e Sofia di Prussia. Nel 1893 contribuì a finanziare la nascita della Chiesa greco-ortodossa di Parigi.
Nel maggio 1894 ricevette la richiesta da parte dell'Associazione Panellenica di Ginnastica di partecipare al Congresso sul dilettantismo organizzato da Pierre de Coubertin, che si sarebbe tenuto nel mese successivo. Dopo una prima esitazione, Vikelas accettò. Fu proprio nel corso di tale congresso che si decise di far rinascere i Giochi olimpici, organizzandoli ad Atene.
Dal momento che lo statuto del nascente Comitato Olimpico Internazionale prevedeva che la carica di presidente fosse affidata ad un rappresentante della nazione ospitante i Giochi, Vikelas fu eletto primo presidente del CIO.

## In Grecia
Incaricato di organizzare i Giochi della I Olimpiade, Vikelas tornò in Grecia nell'autunno 1894. Vi trascorse però solo una dozzina di giorni. Le condizioni della moglie si aggravarono e Vikelas fece ritorno con la massima urgenza a Parigi. Sembra che la moglie Kalliope morì proprio in quei giorni.
Dopo i Giochi di Atene si ritirò dal CIO: in qualità di presidente fu sostituito da Pierre de Coubertin.
Stabilitosi definitivamente ad Atene, fondò nel 1899 la Società per la diffusione di libri utili per aiutare il paese a risollevarsi dalla sconfitta nella Guerra Greco-Turca del 1897.
Il 31 dicembre 1891 ricevette la nomina a Cavaliere della Legion d'onore e nel 1893 la Laurea honoris causa presso l'Università di St. Andrews in Scozia.
È stato membro (dal 1874) e poi presidente (dal 1894) della Associazione per la promozione degli Studi Greci in Francia.
Morì ad Atene il 20 luglio 1908.